# Baribsi (Tikaré)
Pour les articles homonymes, voir Baribsi.
Baribsi, également orthographié Baribci, est une localité située dans le département de Tikaré de la province du Bam dans la région Centre-Nord au Burkina Faso. 

## Géographie
Baribsi est située à 5 km au nord de Tikaré, le chef-lieu du département, et à environ 21 kilomètres à l'ouest de Kongoussi. Le village est 2,5 km au nord-ouest de la route nationale 15.

## Éducation et santé
Baribsi accueille un centre de santé et de promotion sociale (CSPS) tandis que le centre médical avec antenne chirurgicale (CMA) de la province se trouve à Kongoussi.